# Schellerlaufen
Das Schellerlaufen ist ein farbenprächtiger Fasnachts-Brauch in der österreichischen Ortschaft Nassereith in Tirol, der alle drei Jahre stattfindet. Von 6. Jänner bis zum Faschingsdienstag regiert die Fasnacht das kleine Gurgltaler Dorf am Fuße des Fernpasses mitten in den Tiroler Bergen. Das letzte Schellerlaufen fand am 12. Februar 2023 statt.

## Historie des Schellerlaufens

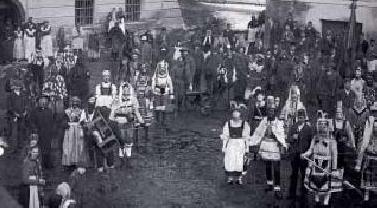
Bild vom Schellerlaufen des Jahres 1905

Historische Belege über die Fasnacht in Nassereith sind nur begrenzt vorhanden. Teils durch Katastrophen (Brände) aber auch teils durch schlechte Archivarbeit wurden viele Hinweise über die Geschichte der Nassereither Fasnacht vernichtet. Im so genannten Pfundser Schemenprozess des Jahres 1775 wird auch ein Maskentreiben in Nassereith erwähnt. Weiters gibt es eine Erwähnung der Nassereither Fasnacht von 1740 im Tiroler Landesarchiv. Diese Urkunde bildet somit den ältesten Hinweis auf diesen Fasnachtsbrauch in Nassereith. Dieses Brauchtum ist somit erwiesenermaßen über 270 Jahre alt. Erzählungen und Überlieferungen zufolge gehen die Ursprünge dieses Fasnachtstreibens aber noch wesentlich weiter zurück.
Um die Ursprünge der Nassereither Fasnacht – erst seit 1951 wird die Bezeichnung Schellerlaufen verwendet – gibt es mehrere Theorien. Frühe Brauchtumsbeobachter deuteten das Treiben als heidnisch-kultisches Relikt oder sahen in diesem Brauch eine starke erotisch-sexuelle Komponente. Allerdings muss die Nassereither Fasnacht in Zusammenhang mit anderen (Fasnachts-)Bräuchen gesehen werden. So finden sich etwa die Hauptfigur des Schellerlaufens, der Bär und der Bärentreiber auch beim Blochziehen in Fiss oder in den Fastnachten des Pitztals wieder. Auch beim Schemenlaufen in Imst kommen diese Figuren vor. Wilde Bären waren mit ihren Bärentreiber schon im Mittelalter und der Neuzeit als Attraktion in Städten und Märkten zu sehen. Vermutlich als Nachahmung (oder Verhöhnung) dieser Wanderartisten kam die Figur des Bären und des Bärentreibers, die auch in höfischen Festzügen erschien, in die Tiroler Fastnacht.
Nach dem Zweiten Weltkrieg waren die Nassereither die ersten in Tirol, die wieder in die Fasnacht gingen. Die französische Besatzungsmacht war so begeistert, dass sie 150 l Wein und 50 kg Weizenmehl zur Verfügung stellte. Es seien von Imster Bahnhof so viele Menschen gekommen, dass sie die Franzosen mit ihren LKWs transportieren mussten. Seither gingen die Nassereither ohne Unterbrechungen in die Fasnacht. Heute gehört Nassereith neben Imst, Telfs und Thaur zu den größten Fasnachten im Alpenraum.
Wie bei den meisten Fasnachtsbräuchen werden auch in Nassereith sämtliche Masken ausschließlich von Männern verkörpert. Warum dies so ist, lässt sich auch aus der Geschichte heraus nicht eindeutig erklären. Ein Zusammenhang zur Hexenverfolgung und zu anderen dämonischen Dingen erscheint aber möglich. Überlieferungen zufolge wurden Frauen, welche während der Umzüge als Maske verkleidet erwischt wurden, kurzerhand in den Brunnen geworfen.

## Die Figuren
Der Bär und sein Treiber
Diese zwei Figuren bilden das Herzstück der Nassereither Fasnacht. Der Treiber mit seiner grimmigen, hölzernen Maske verkörpert den Winter, der den Frühling – verkörpert durch den Bären – fest im Griff hat. Bekleidet ist der Bärentreiber mit Stiefeln, einer blauen Jutte-Hose sowie einer braunen Jutte-Jacke. In der einen Hand hält er einen mannshohen Haselnuss-Stock, in der anderen die Kette des Bären. Das schulterlange, lockige und pechschwarze Haar wird von einer Mütze bedeckt. Die Gesichtszüge der Holzmaske sowie die Haarfarbe erinnern an die slawischen Bärenbanden, die früher zur Belustigung der Stadtbewohner umherzogen. Das Kostüm des Bären ist aus schwarzen Schafsfellen hergestellt. Durch das Maul des Bären kann der Darsteller seine Umgebung – wenn auch nur spärlich – erkennen. Begleitet werden die Zwei vom so genannten Bären-Pfeifer – ein Mann mit einer kleinen Trommel sowie einer Pfeife, auf denen er ständig denselben Rhythmus spielt – und dem Bären-Sammler, der sich mit einem Klingelbeutel um ein wenig „Münzio“ für Bären und seinen Treiber bemüht.
Sackner
Der Sackner stellt eine kräftig gebaute Frau dar. Er ist mit einem so genannten „Wifling“ bekleidet, einer aus gut 30 Meter Stoff gefertigten Art Tracht. Diese Menge an Stoff ist vor allem in den unzähligen Falten auf der Hinterseite des Rockes versteckt. Ohne diese Falten würde der Rock bei der Drehbewegung kein schönes Rad schlagen. Der „Wifling“ wird durch eine Schürze, eine ellbogenlange weiße Bluse sowie ein Hals- bzw. Schultertuch komplettiert. Die Farbzusammensetzungen all dieser Bestandteile ist dabei dem Darsteller selbst überlassen.
Auf dem Kopf trägt der Sackner eine „Fatzle“-Kappe, eine Art Hut, dessen Unterbau mit gedrehten Wollfäden komplett verdeckt ist. Durch seine Größe verleiht er dem Sackner ein noch imposanteres Auftreten. Die Maske ist aus Holz und stellt das Gesicht einer alten, faltigen Frau dar – mit großen Augen, einem Mund voller schiefstehender Zähne, vollen Wangen und Lippen.
Meist werden die Sackner von großen Männern dargestellt. Gepaart mit der furchteinflößenden Maske und den hohen Kappen verleiht dies dem Sackner einen markanten, imposanten Auftritt. Der Sackner ist eine Ordnungsmaske, die Platz für die anderen Masken schaffen soll. Dafür dreht er sich im Kreis und lässt den Rock fliegen bzw. bedient sich eines mit Stoff, Sägespänen und Wolle gefüllten, mit Leder und Rüschen überzogenen Sacks. Dieser wird mehr oder weniger schwungvoll an den Hintern bzw. den Oberschenkel der Zuseher geschlagen, um diese zum Platzmachen zu animieren. Mit dazu gehört das kräftigen Juchzen – der „Sackner-Schroa“ – das beständige Aufmerksamkeit sichert.
Der schöne Zug
Der schöne Zug besteht aus Kehrer, Roller und Scheller, den Kehrer gibt es nur in Nassereith und wird von vielen als die schönste Maske genannt. Er trägt ein buntes Kleid, das reich mit Stickereien verziert ist. Weiteres hat er einen reich verzierten Reisstrohbesen und um seinen Leib einen Gürtel. Die Larve stellt einen jungen Mann mit Schnurr- und Spitzbart dar. Sein Kopfschmuck ist mit Bändern, Blumen und einem Spiegel verziert. Der Kopfputz des schönen Zug ähnelt einer Bischofsmitra.
Der Roller trägt dasselbe Gewand wie der Kehrer, hat aber anstatt des Besens einen einfachen Stab und auf seinem Gürtel befinden sich kleine Röllchen, die beim Springen hell erklingen. Der Roller hüpft außerdem auf nur einem Bein. Auch er hat die Larve eines Jünglings aber ohne Spitzbart.
Der Scheller ist die markanteste Figur des Schönen Zuges. Er hat einen gewaltigen Bart und stellt einen starken Tiroler Mann dar. Er hat vier riesige Schellen (Klöppelglocken) um, die bis zu 35 Kilogramm wiegen. Auch er hat ein reich verziertes Gewand an. Zu der Dreiergruppe gesellt sich noch ein Kübelemaje. Sie stellt eine junge Frau dar, Maje ist eine veraltete Bezeichnung für ein junges Mädchen.

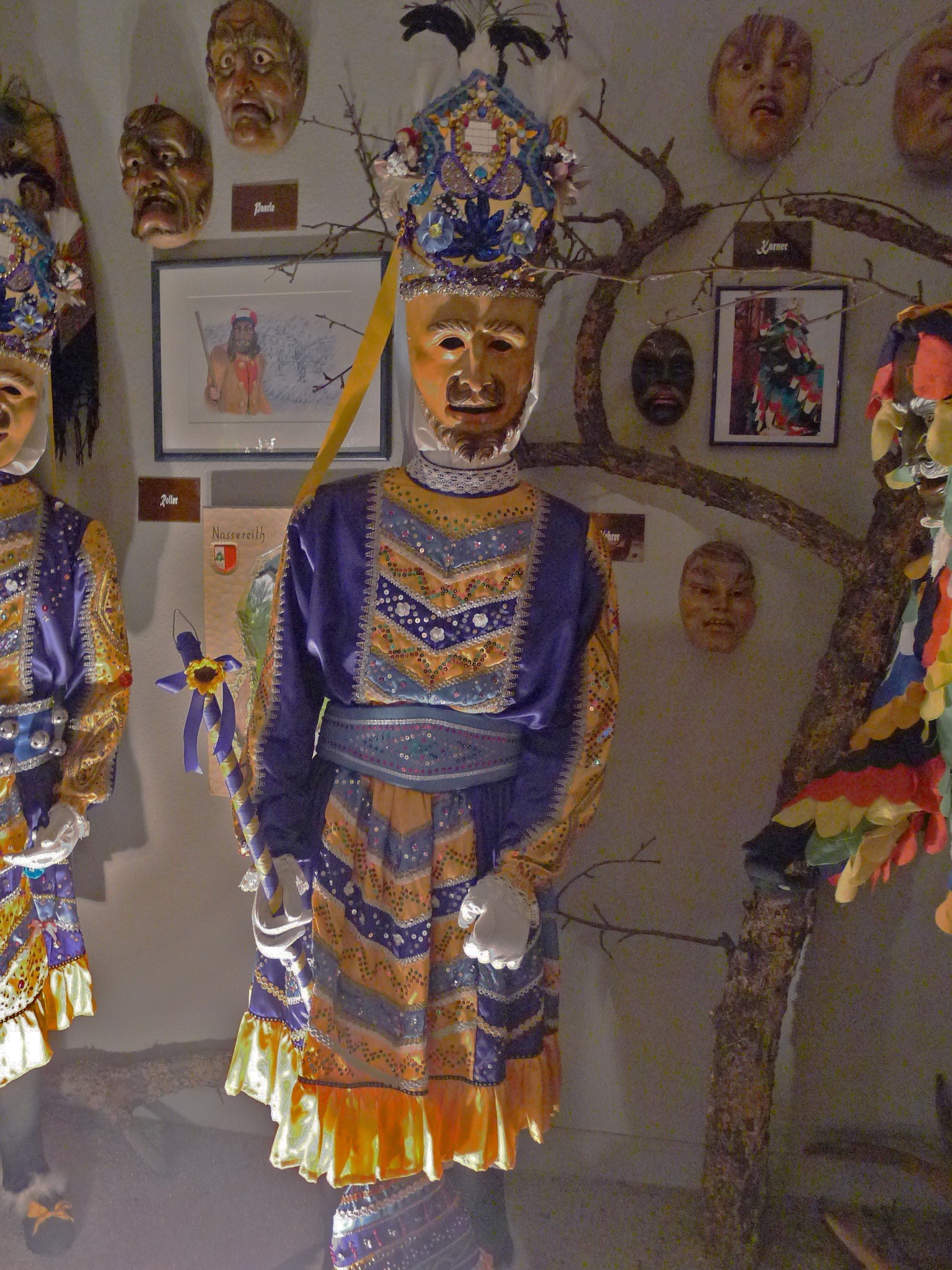
Kehrer
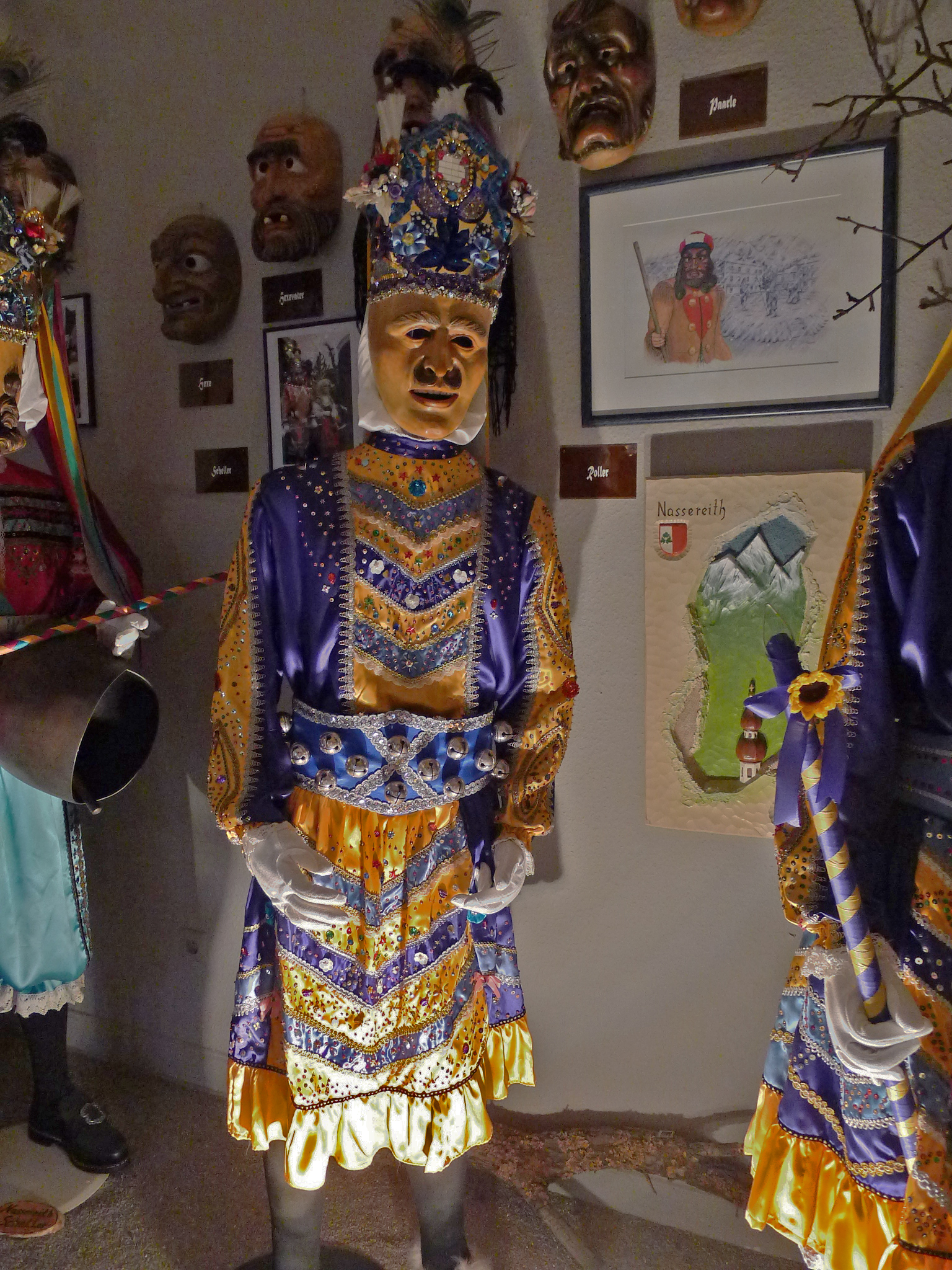
Roller
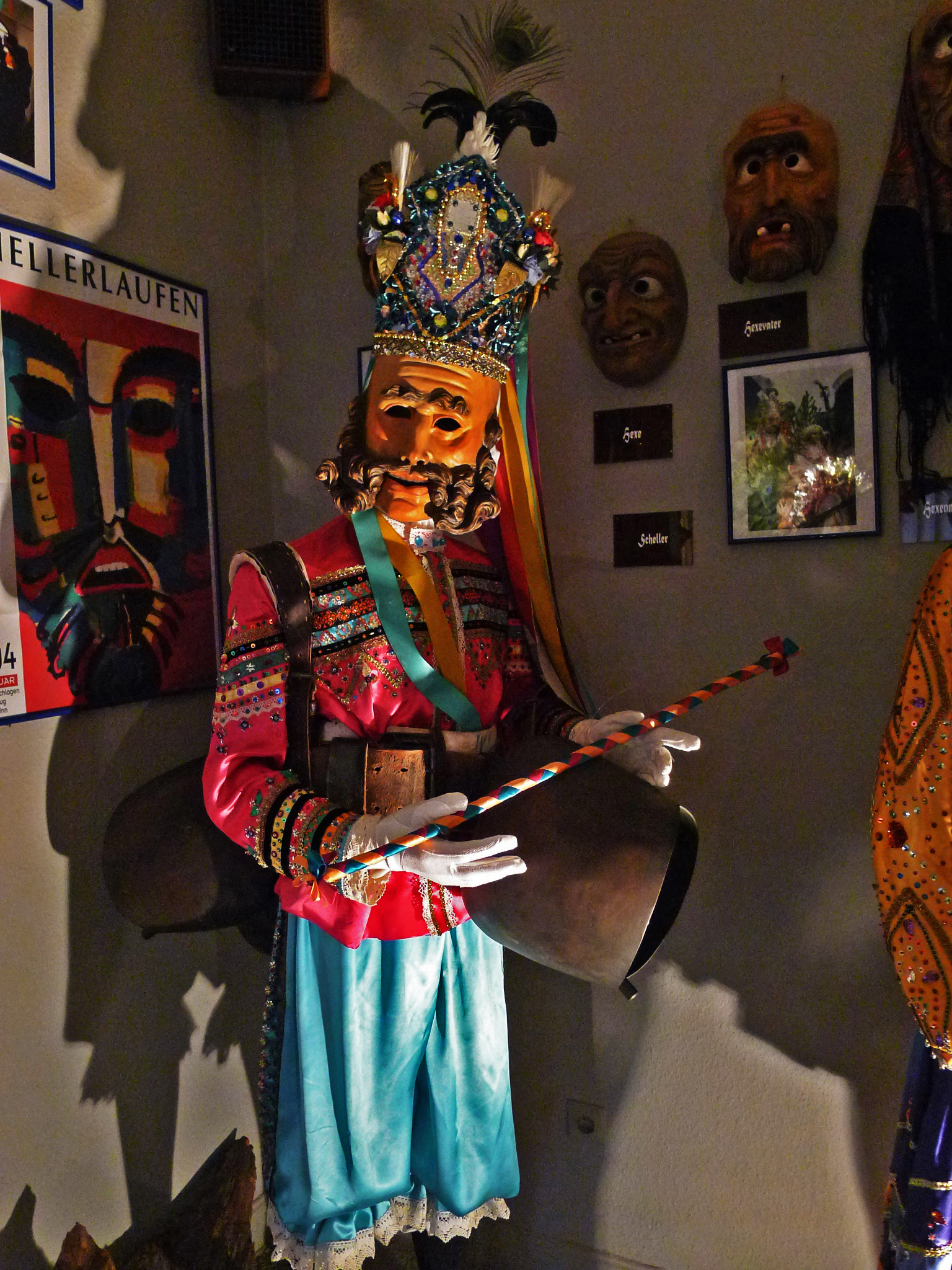
Scheller

Die Spritzer
Die Spritzer sind reine Nassreither Masken und stammen wahrscheinlich von der Weihnachtskrippe ab. In der Wallfahrtskirche in Dormitz befindet sich ein Bildnis einer jungen Mohrin, die die Muttergottes als Afrikanischen Erdteil verehrt. Sie trägt die gleiche Kleidung wie der Mohrenspritzer in Nassereith. Auch in vielen Krippen finden sich Mohren im Bezug auf die drei Könige, außerdem ist die Pfarrkirche den hl. Drei Königen geweiht. Daher wird vermutet, dass der Mohr eigentlich von einem Heiligen abstammt. Zu späterer Zeit dürfte der Engelspritzer dazugekommen sein.
Die Rußler

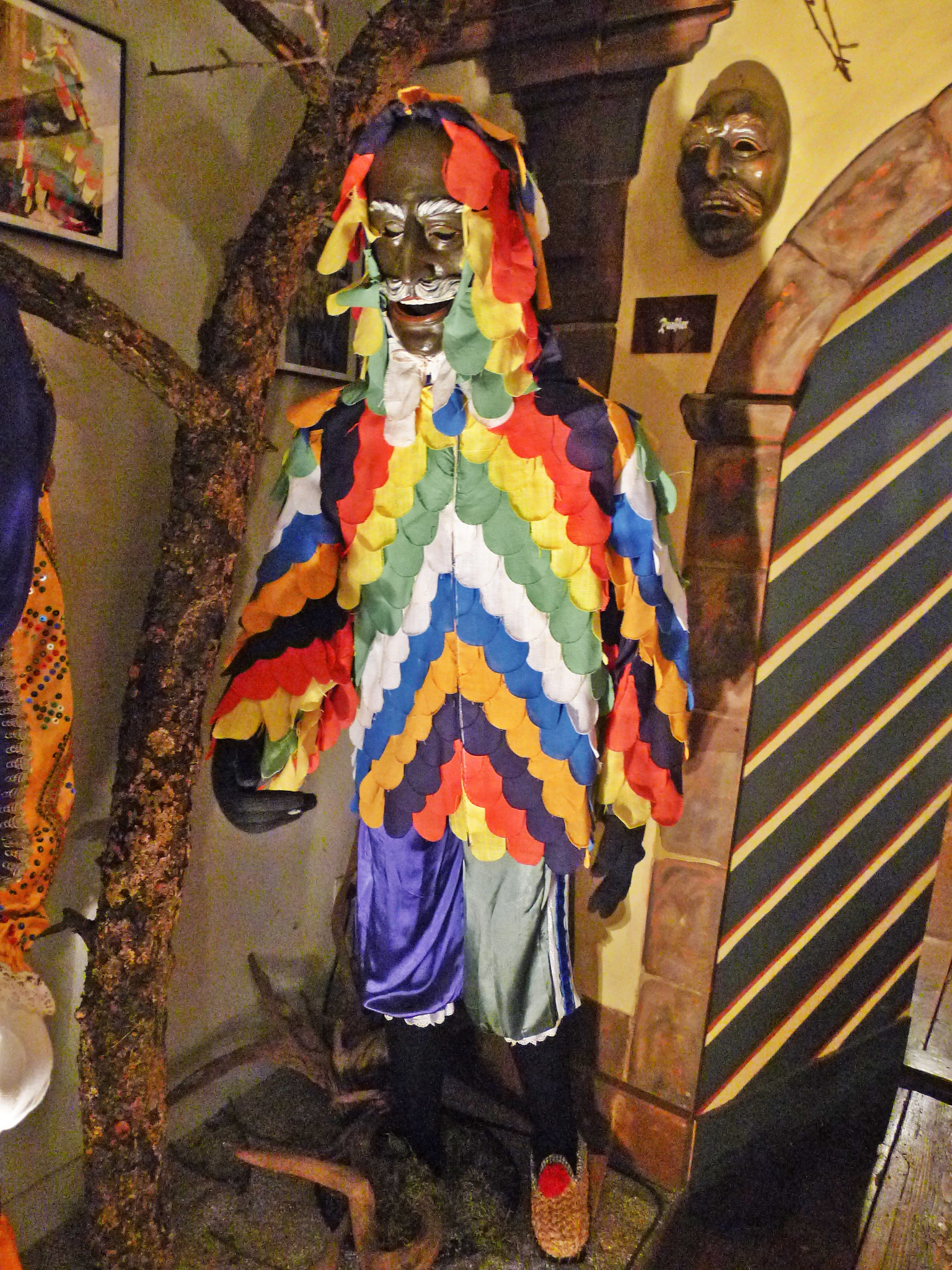
Rußler

Der Rußler ist das Symbol der Nassereither Fasnacht. Er trägt entweder eine dunkle Mohrenlarve mit weißem Schnurrbart, oder eine helle Larve, ebenfalls mit Schnurrbart. Er trägt eine bunte Seidenhose. Sein Rock (Bluse) ist mit hunderten Stoffflecken, wie man es auch aus der alemannischen Fasnacht kennt, aufgenäht. Er hat noch einen Besen und einen Stofflappen mit Ruß, mit dem er die Leute schwärzt. Der Rußler wird am "Fasnachterchtig", so nennt man in Nassereith den Faschingsdienstag, zu Grabe getragen.
Die Karner
Eine Besonderheit in Nassereith sind wohl die Karrner mit ihren Holzlarven. Die Karner besitzen einen Blachenwagen, in dem die Karnermutter sitzt. Es folgen Besenbinder, Schirmbinder, Scherenschleifer, Vogler usw.
Die Paarlen
Auch die Paarlen sind ein fester Bestandteil der Nassereither Fasnacht. Auch hier stecken hinter den Larven nur Männer. Die Paarle treten immer als Mann und Frau auf. Sie sind meist als Fischer oder Bauernpaare mit schönen Trachten verkleidet.
Die Hexen
Voran schreitet der „Hexenvater“ mit der „Hexenmusik“. Diese besteht aus Zwergen, die von Kindern verkörpert werden. Dann folgt die „Hexenmutter“ mit einer eindrucksvollen Holzmaske. Ihr folgen 13 Hexen sowie das „Hexennale“ (Hexenoma) auf einem großen Festwagen.

## Der Ablauf
Die Fasnachtszeit beginnt am 6. Jänner, dem Patroziniumsfest von Nassereith mit dem letzten Glockenschlag des 12-Uhr-Läutens. Am Maibrunnen bzw. Kranewitterplatz versammeln sich hunderte Einheimische. Um 17:00 Uhr ziehen dann einige Sackner, Scheller und Rußler sowie ein Ausrufer durch das Dorf. Er verkündet, dass um 20:30 Uhr die Fasnachtsvollersammlung mit Rollenvergabe stattfindet. Bei der Vollversammlung wird zuerst der verstorbenen Fasnachtler gedacht, anschließend stellt der Obmann die Frage im Jahr „Gemar huire int Fonsnoch?“ (Gehen wir heuer zur Fasnacht?), die die ca. 400 Teilnehmer laut mit „Ja“ beantworten.
Am Sonntag nach dem Dreikönigstag wird am Abend die Fasnacht, dargestellt durch einen kleinen Rußler, Mehr als zwei Hundert Maskierte und bis zu 3000 Schaulustige beteiligen sich bei diesem Spektakel.
Ist die Fasnacht erst gefunden, beginnt die Vorbereitung für das Schellerlaufen.
Die Frauen bereiten die Kostüme vor und die Männer trainieren und bauen die Wagen für den Umzug. Am Sonntag vor dem Schellerlaufen findet nach der Messe die Generalprobe statt.
Am Abend des letzten Sonntags vor dem Schellerlaufen findet dann das sogenannte „Schalleprobiere“ statt. Ein Zug mit ca. 200 Maskierten zieht durch das Dorf und verspottet die Figuren, die am kommenden Sonntag ihren großen Auftritt haben.
Der höchste weltliche Feiertag der Nassereither beginnt früher als jede andere Tiroler Fasnacht, nämlich um Mitternacht mit dem Umschlagen, einem unorganisierten Lärmumzug bei dem jeder seine Instrumente selbst mitbringt. Gutes Wetter soll der Lärm verursachen und außerdem auch die einzige Chance als Frau aktiv an der Nassereither Fasnacht teilzunehmen.
Um 10:00 Uhr beginnt der Aufzug der Masken zum Postplatz. Mittlerweile ist der Postplatz mit tausenden Besuchern gefüllt. Punkt 12:00 Uhr beginnt die eigentliche Fasnacht mit bis zu 11 000 Besuchern. Das Startsignal geben die Schnöller, die auf einen großen Schneepodest stehen. Dann kommen zuerst die Sackner, dann die Engel und die Mohrenspritzer sowie die Rußler. Dann kommen die Schönen aus dem Tor: Zuerst der Kehrer, dann der Roller sowie der Scheller mit einer Kübelemaje. Es folgt Gruppe für Gruppe, auch die Paarlen. Alle Masken bilden dann einen Kreis um das Schneepodest. Dann kommen die Hauptfiguren: Bärentreiber, Bär und Bärenpfeifer. Sie betreten das Podest, der Treiber fordert den Bären auf, einen "Purzegolgl" (Purzelbaum) vorwärts und rückwärts zu machen. Zuerst sträubt sich der Bär, der den Frühling darstellt, dann gibt er den Treiber nach, der den Winter darstellt. Aber nach dem letzten Purzelbaum den sogenannten „walsche Purzegagl“ steht der Bär auf und fällt über den Treiber her. Der Winter ist besiegt. Nach dem Kampf haben die Hexen ihren großen Auftritt, sie legen vor der Hexenmutter ihren Treueschwur ab. Nach dem Schwur formiert sich der große Umzug der Masken durch das Dorf. Auch die Karner und Wagen nehmen am Umzug teil. Nach einigen Stunden kehrt man wieder zum Postplatz zurück. Um ca. 17:30 zieht der Zug zum Fasnachtshaus, wo dann die große Glocke von der Dreikönigskirche das Ende des Schellerlaufen ankündigt. Am Abend findet dann im Gemeindesaal noch der große Fasnachtsball statt.
Am Montag nach dem Schellerlaufen findet nachmittags eine Art Nachfasnacht statt. Der Schöne Zug mit Kehrern, Rollern, Schellern, Sacknern usw. fehlt aber. Dafür haben die Karrner und die Wagen Hochbetrieb.
Am Fasnachtsdienstag (Faschingsdienstag) wird dann die Fasnacht in einem langen Trauerzug zu Grabe getragen.

## Sonstiges
Für die Nassereith Fasnacht sind lange Vorbereitungsarbeiten nötig. Um die Tradition aufrecht und gewisse Ausstattungsmerkmale beizubehalten, wurde ein Fasnacht-Komitee eingerichtet. Das Komitee sorgt dafür, dass die alten, überlieferten Vorschriften eingehalten werden, hilft aber beim Sticken und Nähen der aufwändigen Gewänder des Schönen Zuges und anderer Masken auch mit Rat und Tat.
Weiters gibt es seit dem Frühjahr 2008 ein eigenes Fasnachtsmuseum.
In den Jahren, in denen kein Schellerlaufen stattfindet, wird die sogenannte „Wilde Fasnacht“ am Unsinnigen Donnerstag abgehalten. Im Mittelpunkt stehen hier die Karner. Aber auch die Rußler und einige Sängergruppen sind dabei.